# 4 (альбом Foreigner)
4 (также известный как Foreigner 4) — четвёртый студийный альбом хард-рок-группы Foreigner, выпущенный в 1981 году лейблом Atlantic Records. Песни «Waiting for a Girl Like You», «Urgent» и «Juke Box Hero», выпущенные в качестве синглов альбома, стали хитами.
Иэн Макдональд и Эл Гринвуд покинули группу перед записью 4, им постоянную замену не нашли, и звучание альбома изменилось.
Как результат, все песни в альбоме были написаны Лу Грэммом и Миком Джонсом. Макдональд и Гринвуд играли на саксофоне и клавишных соответственно, таким образом были нужны музыканты, которые смогли бы их заменить.
Саксофон Джуниора Уолкера в качестве соло в песне «Urgent» был, пожалуй, наилучшей вещью в альбоме. Также в записи альбома принял участие молодой Томас Долби, сделавший позже успешную сольную карьеру.
«Urgent» был переиздан в 1991. «Juke Box Hero» стал золотым в США, кроме того, сингл занял 26 место в Billboard Hot 100.

## Предпосылки и письмо
Изначально альбом назывался «Silent Partners», а позже был изменён на «4», отражая как то, что это был четвертый альбом Foreigner, так и то, что состав группы сократился до четырех человек. В 1981 году художественную студию Hipgnosis попросили разработать обложку на основе оригинального названия, и они разработали черно-белое изображение молодого человека в постели с парой биноклей, подвешенных в воздухе над головой. Получившийся дизайн был отклонен группой, поскольку они считали его «слишком гомосексуальным». Заменяющая обложка для «4» была разработана Бобом Дефрином. и по образцу старомодного ракорда. Hipgnosis до сих пор считается создателем звукозаписывающих компаний.
Иэн Макдональд и Эл Гринвуд ушли до записи 4. В результате все песни в альбоме — это композиции Мика Джонса и Лу Грэмм. Макдональд и Гринвуд играли на саксофоне и клавишных соответственно, и поэтому потребовалось несколько сессионных музыкантов, чтобы заменить их вклад, среди них Джуниор Уолкер, который играл на саксофоне соло в бридже «Urgent», и молодой Томас Долби, у которого позже будет успешная сольная карьера.

## Список композиций
1. «Night Life» (Грэмм, Джонс) — 3:11
2. «Juke Box Hero» (Грэмм, Джонс) — 4:29
3. «Break It Up» (Джонс) — 3:48
4. «Waiting for a Girl Like You» (Грэмм, Джонс) — 4:11
5. «Luanne» (Грэмм, Джонс) — 3:48
6. «Urgent» (Джонс) — 4:51
7. «I’m Gonna Win» (Джонс) — 4:18
8. «Woman in Black» (Джонс) — 4:42
9. «Girl on the Moon» (Грэмм, Джонс) — 3:49
10. «Don’t Let Go» (Грэмм, Джонс) — 4:49
11. «Juke Box Hero» [ранее не издаваемая версия]* (Грэмм, Джонс) — 3:06
12. «Waiting for a Girl Like You» [ранее не издаваемая версия]* (Грэмм, Джонс) — 2:50

* бонус-треки в переиздании 2002 года

## Участники записи
Foreigner:
- Лу Грэмм — вокал, перкуссия
- Мик Джонс — гитара, бэк-вокал
- Рик Уиллс — бас-гитара, бэк-вокал
- Деннис Эллиотт — ударные, бэк-вокал

Прочие участники:
- Томас Долби[англ.] — синтезатор
- Ларри Фаст[англ.] — синтезатор
- Майкл Фонфара[англ.] — клавишные
- Роберт Джон «Матт» Ланг — бэк-вокал
- Боб Майо[англ.] — клавишные
- Хью МакКракен[англ.] — гитара
- Марк Ривера[англ.] — саксофон, бэк-вокал
- Джуниор Уолкер[англ.] — саксофон
- Иэн Ллойд[англ.] — бэк-вокал

## Чарты и сертификации

### Чарты
| Страна         | Место |
| -------------- | ----- |
| Австралия      | 3     |
| Великобритания | 5     |
| Германия       | 4     |
| Израиль        | 6     |
| Канада         | 2     |
| Нидерланды     | 12    |
| Португалия     | 7     |
| Швеция         | 41    |
| Новая Зеландия | 19    |

| Хит-парад (1981)                   | Позиция |
| ---------------------------------- | ------- |
| США (Billboard Top Popular Albums) | 70      |

| Страна         | Провайдер    | Сертификация  |
| -------------- | ------------ | ------------- |
| Великобритания | BPI          | Золотой       |
| Германия       | BVMI         | Платиновый    |
| Канада         | Music Canada | 4x Платиновый |
| Франция        | SNEP         | Золотой       |
| США            | RIAA         | 6x Платиновый |